# Annie Vanhee

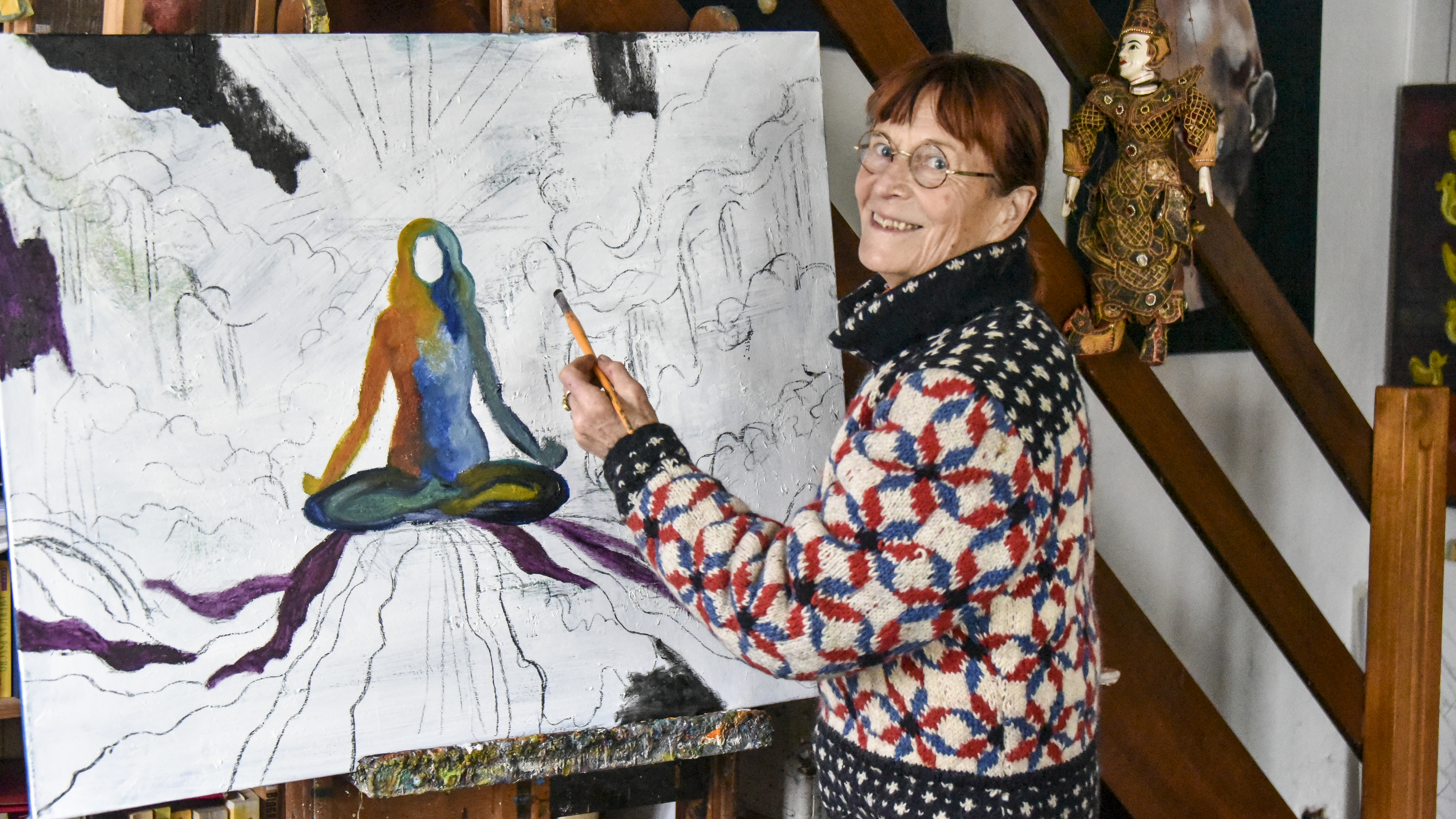
Annie Vanhee op 18 januari 2024

Annie Vanhee (Oostende, 28 april 1950) is een Vlaamse kunstenares die in de Belgische kustgemeente Bredene woont.
Annie Vanhee studeerde aan de Academie voor Schone Kunsten Brugge en vormde samen met Flor Vandekerckhove PIAS (Paint It Again Sam), een collectief. Zij stelden tentoon in de galerij De Peperbusse. Hun samenwerking leverde een aantal pastiches op, in 1994 tentoongesteld in de vismijn van Nieuwpoort en een aantal marines. Het PIASatelier verhuisde later naar Bredene. Een thematentoonstelling volgde over een bedevaartweg.
Tijdens het burgemeesterschap van Willy Vanhooren in Bredene startte Annie Vanhee met het beschilderen van gevels. De bewoners kozen het onderwerp. 28 muurschilderingen vormen een kunstroute in Bredene.

## Galerij

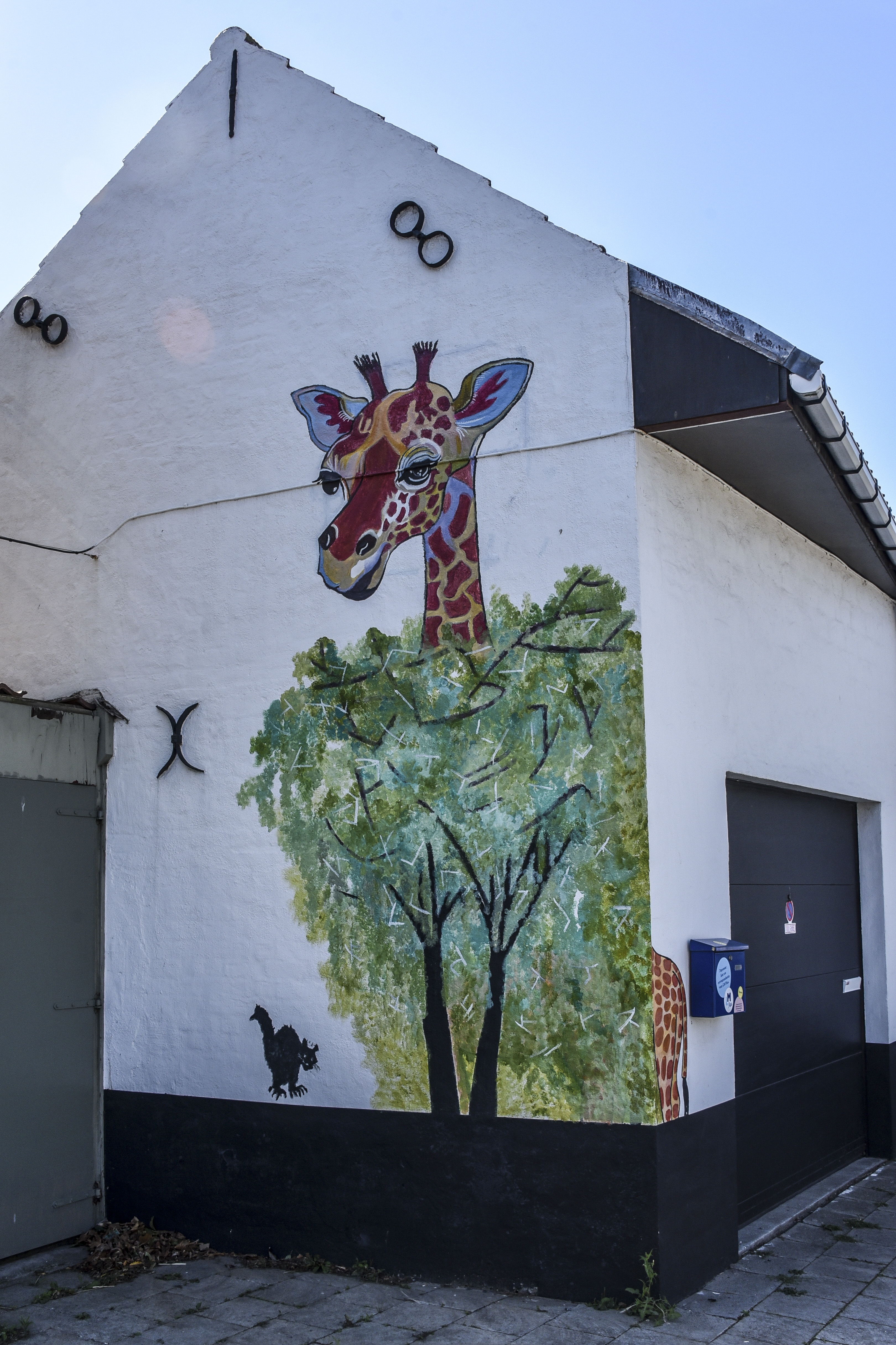
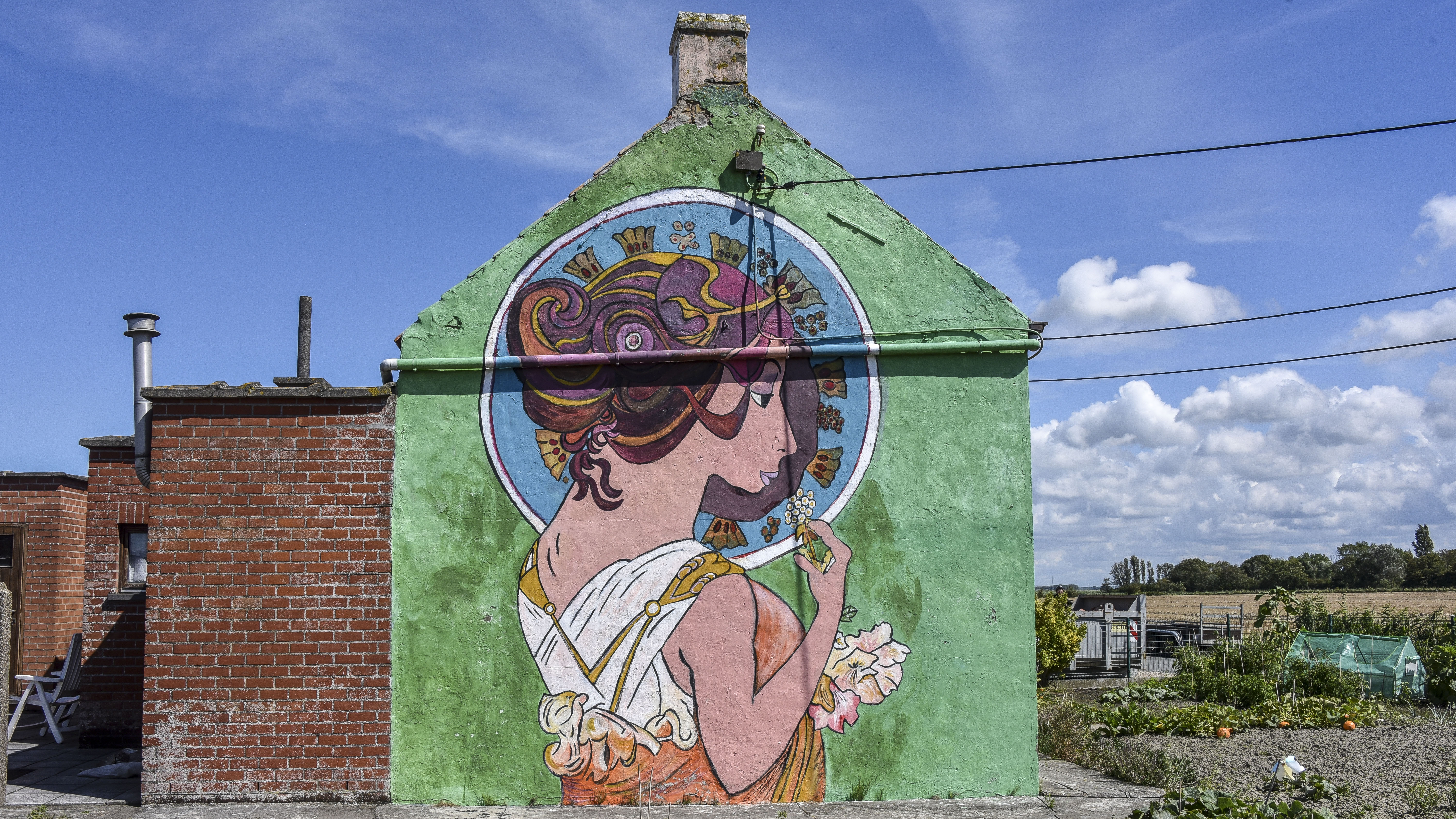
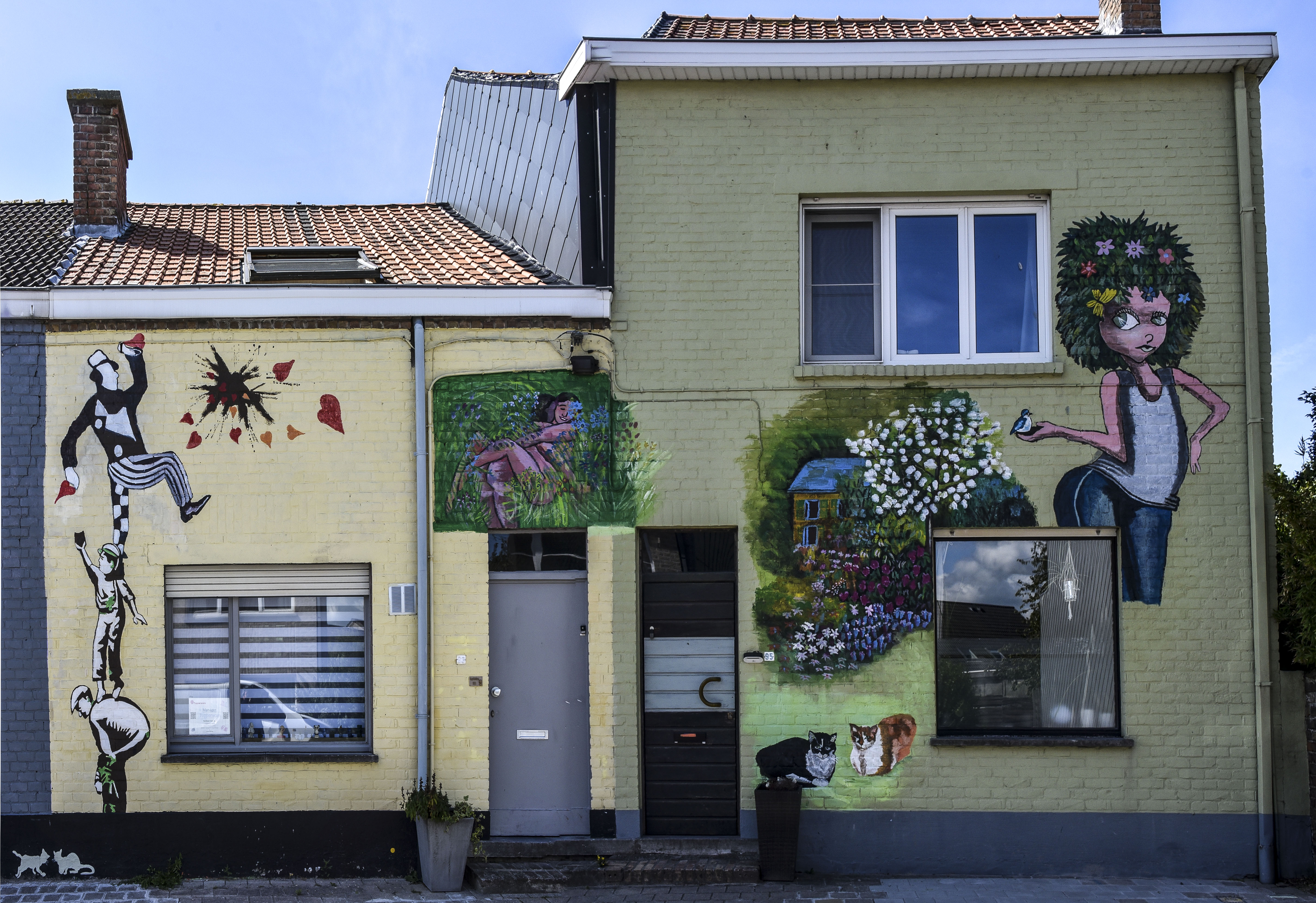